# Paulo Afonso Vieira
Pour les articles homonymes, voir Vieira.
Paulo Afonso Evangelista Vieira (né à Teresina, Piauí) est un homme politique brésilien. Député fédéral de l'État de Santa Catarina, il fut également gouverneur de ce même État de ce 1995 à 1999.
Son mandat fut marqué par une procédure d'impeachment à son encontre, qui resta sans suite mais porta atteinte à sa réputation.